# Contea di Gibson (Indiana)
La contea di Gibson (in inglese: Gibson County) è una contea dello Stato dell'Indiana, negli Stati Uniti. La popolazione al censimento del 2010 era di 33 503 abitanti. Il capoluogo di contea è Princeton.